# Fragebogen

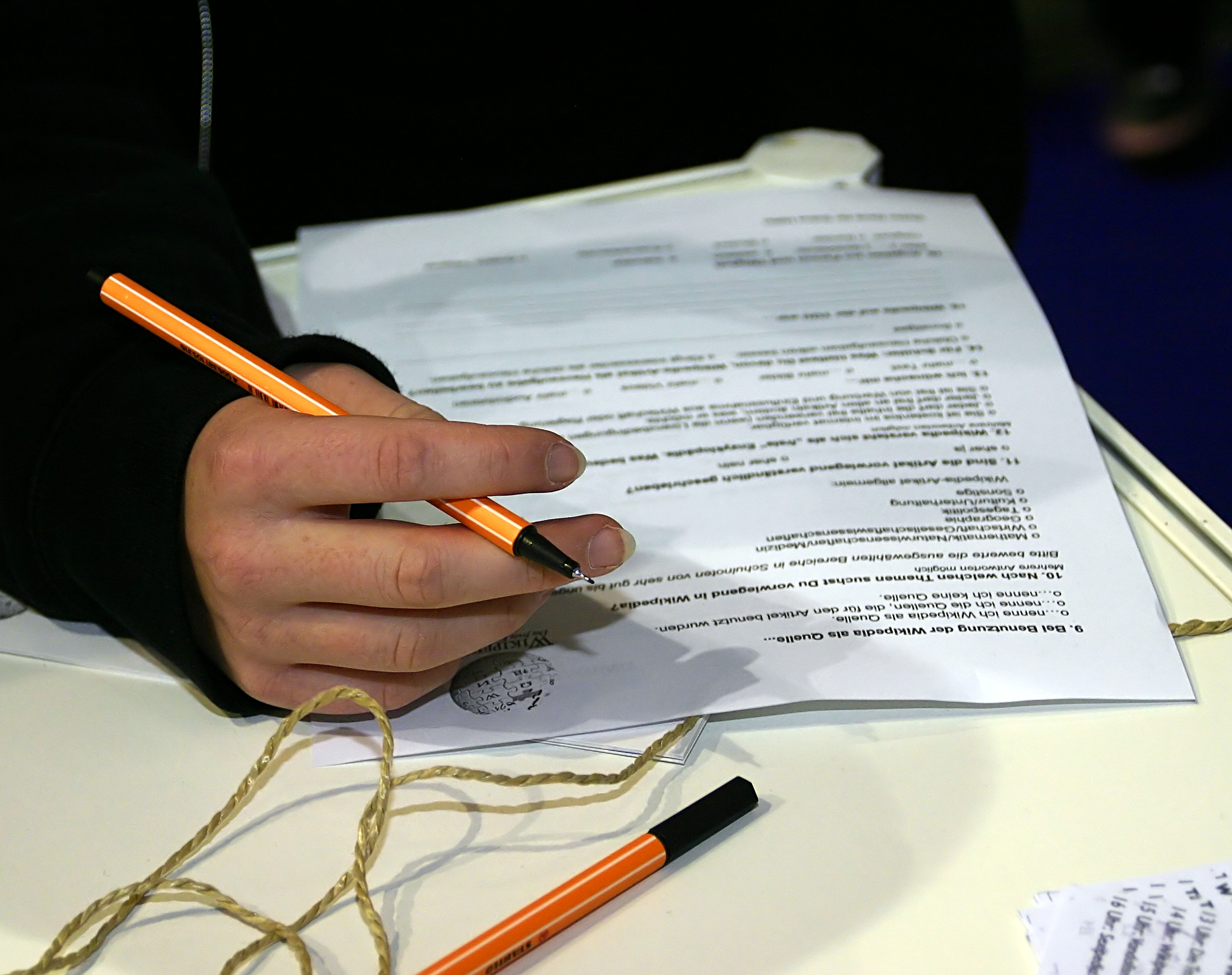
Besucher der Jugendmesse „YOU“ beim Ausfüllen eines Fragebogens zur Wikipedia

Ein Fragebogen (Plural: Fragebogen, regional auch: Fragebögen, englisch und französisch questionnaire) ist ein Instrument zur Datenerhebung. Fragebogen werden vor allem in Psychologie und Sozialwissenschaften verbreitet eingesetzt, um soziale und politische Einstellungen, Meinungen, Interessen und psychologische Merkmale zu erfassen.
Ein Fragebogen ist weniger aufwendig als ein psychologisches Interview, so dass leichter eine große Anzahl von Personen für statistisch zuverlässige Aussagen untersucht werden kann. Von den einfachen Listen mit Fragen (die der Dokumentation dienen oder zumeist nur die Antworten inhaltlich ausgewertet werden) sind die standardisierten und die testmethodisch konstruierten Fragebogen zu unterscheiden, die der Messung von Merkmalen oder Eigenschaften dienen. Darüber hinaus werden häufig auch Formulare wie Anträge oder Steuererklärungen als Fragebogen bezeichnet, wenn sie der standardisierten Datenerhebung dienen.

## Arten von Fragebogen
Fragebogen ist ein sehr allgemeiner Begriff. Er umfasst
- eine Ad-hoc-Liste von Fragen, die allein aufgrund inhaltlicher Gesichtspunkte zusammengestellt wurden.
- einen teilstandardisierten Fragebogen, bei dem die Fragen einheitlich formuliert und angeordnet sind, die Befragten jedoch frei antworten können;
- einen standardisierten Fragebogen, bei dem die Fragen einheitlich formuliert und angeordnet sind und die Befragten zwischen vorgegebenen Antworten auswählen;
- einen normierten Fragebogen, für den bereits umfangreiche empirische Ergebnisse, insbesondere aus bevölkerungsrepräsentativen Erhebungen, vorliegen, sodass aktuelle Ergebnisse statistisch verglichen werden können;
- Fragebogen, die darüber hinaus wie psychologische Tests nach bestimmten methodischen und statistischen Kriterien konstruiert wurden; sie werden auch als Skalen bezeichnet.

In der Psychologie wird zwischen Fragebogenmethoden, beispielsweise Interessen- und Persönlichkeitsfragebogen, und den Eignungstests, beispielsweise Schultests und Intelligenztests, unterschieden. Nur bei letzteren gibt es objektiv richtige bzw. falsche Antworten. Ein IQ-Test zur Beurteilung der Intelligenz ist kein Fragebogen.

## Entwicklung und Standardisierung
Die Entwicklung eines Fragebogens muss immer im Hinblick auf das Ziel der Befragung, die Erhebungsform und die gewünschten Auswertungsmöglichkeiten erfolgen. Eine wichtige Eigenschaft von Fragebogen ist die Standardisierung von Fragen und Antwortmöglichkeiten. Alle Befragten bekommen einen inhaltlich identischen Fragebogen vorgelegt, sodass eine große Anzahl von Personen erfasst werden kann. Nachteile sind, dass nicht individuell auf jeden Befragten eingegangen werden kann und der Befragte durch die Vorgabe von Antwortmöglichkeiten beeinflusst und eingeschränkt wird.
Am Anfang der Fragebogenentwicklung steht die Auswahl geeigneter Items für den interessierenden Bereich. Dazu gehören in erster Linie bereits bewährte Fragen, hinzu kommen neue Fragen, die von den Untersuchenden theoretisch abgeleitet, aufgrund ausführlicher Interviews entwickelt, neu formuliert, möglichst mit anderen Fachleuten diskutiert und hinsichtlich ihrer Verständlichkeit empirisch vorgeprüft werden. Aus diesem „Itempool“ (englisch Item-Sammlung) entsteht schließlich, u. U. in mehreren Stufen der Revision, ein geeignetes Instrument.

## Fragebogenformen
Fragebogen können sowohl papiergebunden als auch in digitaler Form verwendet werden. Sie können selbständig ausgefüllt oder von einem Interviewer bei der direkten Befragung genutzt werden.

### Papiergebunden (als Formular)
Die gedruckten Fragebogen (auch Papier-Bleistift- oder Paper-Pencil-Methoden) sind die herkömmliche Form. Sie sind überall leicht anzuwenden, da sie vom Befragten selbständig ausgefüllt werden können. Deswegen ersetzt ein Fragebogen häufig ein Interview. Doch gibt es verschiedene Fehlerquellen: Unsicherheit, wann der Fragebogen ausgefüllt wurde, fehlende Möglichkeit zur klärenden Rückfrage über die Bedeutung einer Frage, Fehler beim Ausfüllen, keine direkte Möglichkeit zur Prüfung der Plausibilität der Antworten, Übertragungsfehler bei der Auswertung. Im Vergleich zu „elektronischen Fragebogen“ ist ein papiergebundener Fragebogen kostenintensiver (Druckkosten, Portokosten, zeitaufwendigere Auswertung). Andererseits werden viele Befragte eher einen gedruckten Fragebogen akzeptieren als eine digitale, computerunterstützte Form.

### Digitale Form
Computerunterstützte Fragebogen werden zunehmend über das Internet als Online-Umfrage bereitgestellt, wobei sie entweder manuell oder mit geeigneter Software ausgewertet werden können. Die einfachste Art eines Fragebogens im Internet ist das Polling zu aktuellen Themen, bei dem typischerweise eine einzige Frage gestellt und zwei oder mehr Antwortmöglichkeiten vorgegeben werden, die durch einfachen Klick ausgewählt werden.
Für die psychologische Diagnostik wurden computerunterstützte Testsysteme entwickelt, die Fragebogen und andere Tests am Bildschirm darbieten, durch entsprechende Software auswerten und Ergebnisdarstellungen liefern. Zur Datenerfassung im Alltag können Fragebogen und Tests auf einem Personal Digital Assistant PDA oder mittels Mobiltelefon (Handy) dargeboten werden, wobei dann eine interaktive Datenerfassung und bei Echtzeit-Auswertung eine Rückmeldung an die Untersuchten möglich sind (siehe Ambulantes Assessment).
Die digitale Form ermöglicht eine flexible Programmierung des Layouts der Fragen und der Antwortmöglichkeiten, Verzweigungen der Fragen, eine zeitgenaue Protokollierung von Eingaben, Reaktionsverzögerungen und Eingabedauer sowie verschiedene Datenkontrollen hinsichtlich fehlender Antworten, systematischer Fehler, sehr unwahrscheinlicher (nicht plausibler) Antworten. Der Datentransfer ist einfacher und sicherer, da die erhobenen Daten meist direkt in eine Auswertungssoftware einlesbar sind. Die Methodik ist zwar nicht in der Entwicklung, aber in der Anwendung kostengünstig, könnte jedoch für Computer-Laien ungeeignet sein. Die schematische Anwendung von psychologischen Fragebogen als „Tests“ im Internet kann problematisch und auch berufsethisch fragwürdig sein.

### Fragebogeninterview
Beim persönlichen oder telefonischen Fragebogeninterview entnimmt der Interviewer die genauen Fragen aus einem standardisierten Fragebogen und protokolliert die Antworten anhand der vorgegebenen Antwortmöglichkeiten. Bei sozialwissenschaftlichen Umfragen in der Markt- und Meinungsforschung verwenden die Interviewer häufig gedruckte Kärtchen mit Fragen bzw. Antworten, um das Verfahren noch weiter zu standardisieren. Ein Nachteil sind die – relativ zur papiergebundenen und zur computerunterstützten Befragung – hohen Kosten für die Interviewer. Allerdings erhöht sich durch die persönliche Befragung die Rücklaufquote.

## Fragen- und Antwortformate
Ein Fragebogen besteht in der Regel aus einer Anleitung und den einzelnen Items (von englisch Stücke, Elemente), also aus Fragen oder Aussagen (Statements) und den zugehörigen Antwortmöglichkeiten (Kategorien). Für die Formate der Items und Antwortkategorien existieren verschiedene Möglichkeiten. Die meisten Fragebogen enthalten keine offenen, sondern geschlossene Fragen, d. h., sie geben bestimmte Antwortmöglichkeiten vor, sodass die Befragten nur auswählen können. Die zitierten Lehrbücher zur Testkonstruktion und Fragebogenmethodik enthalten viele Regeln und Hinweise, wie die Fragen und Antwortmöglichkeiten verständlich zu formulieren sind. Häufige Fehler sind die Verwendung von besonders missverständlichen Begriffen, Fremdwörtern, doppelten Verneinungen.
Folgende Itemformate sind geläufig:
Offene Fragen können frei beantwortet werden. Beispiele sind:
- Woher kommen Sie?
- Was essen Sie am liebsten?
- Wer ist Ihr Lieblingsschauspieler?

Bei geschlossenen Fragen sind die Antwortmöglichkeiten vorgegeben und auszuwählen. Dabei werden die folgenden Typen unterschieden:

### Ja/nein-Fragen (dichotome Fragen)
Ja/nein-Fragen lassen nur zwei Antwortmöglichkeiten zu. Manchmal wird zusätzlich „weiß nicht“ als dritte Antwortmöglichkeit angeboten.
Beispiele:
- Wollen Sie ab morgen nur noch Käsetoast essen?
 ja | nein

### Eingruppierungs-Fragen
Bei Eingruppierungsfragen werden bestimmte Wertebereiche festgelegt, in die sich der Befragte einordnen soll.
Beispiele:
- Wie alt sind Sie?
 unter 18 | 18–29 | 30–45 | 46–60 | über 60
- Wie hoch ist Ihr BMI? (Gewicht geteilt durch das Quadrat der Körpergröße)
 unter 18 | 18–24,9 | 25 oder höher

### Ratingskalen (mit skalierten Antworten)
Skalierte Antworten bedeutet hier, dass die einzelnen Stufen die Häufigkeiten, Zutreffensgrade, Intensitäten usw. graduell abstufen und mindestens ordinales Skalenniveau aufweisen. Die Codierung der Stufen kann verbal (Verbale Rating-Skala), numerisch (Numerische Rating-Skala) oder durch Symbole (Symbolische Rating-Skala) erfolgen.
Beispiele mit einer Skala von 1 bis 10:
- Wie viel Angst haben Sie jetzt gerade?
 „überhaupt keine Angst“ … „panische Angst“

Beispiele mit einer Skala von 1 bis 5:
- Wie zufrieden sind Sie mit dem Kundendienst?
 sehr zufrieden | meist zufrieden | hält sich die Waage | meist unzufrieden | sehr unzufrieden

Beispiel für Schulnoten (Deutschland 1 bis 6, Schweiz 6 bis 1):
- Welche Schulnote geben Sie Frau Merkel für den Erfolg beim Klimaschutz?
 1; 2; 3; 4; 5; 6
- Welche Schulnote geben Sie der schweizerischen Bildungspolitik?
 6; 5; 4; 3; 2; 1

### Summenfragen
Beispiel:
- Verteilen Sie 100 Punkte auf folgende Antworten:
 Urlaub ist am schönsten: in den Bergen | am Meer | zuhause

### Rangordnung
Beispiel:
- Ordnen Sie folgende Antworten nach „erstens zweitens drittens“ etc:
 Am wichtigsten ist mir: Arbeit | Gesundheit | Partnerschaft | Freunde | Geld | Spaß | Kinder | Liebe | Sex | Haus | Abenteuer

### Gerade oder ungerade Zahl von Stufen
Skalen mit einer ungeraden Zahl (z. B. 1, 2, 3, 4, 5 oder 1, 2, 3, 4, 5, 6, 7) haben eine mittlere Kategorie, die vom Befragten unterschiedlich gedeutet werden kann und unter Umständen keine eindeutige Auswertung ermöglicht. Eine Antwort bei der mittleren Position zu der Frage „Sind Sie kinderfreundlich“ kann z. B. bedeuten: „Manchmal ja, manchmal nein.“, „Ich weiß nicht.“, „Dazu will ich nichts sagen.“, „Die Frage finde ich unwichtig.“, „Diese Frage ärgert mich.“ usw. Folglich ergäbe eine Auswertung über eine Durchschnittsbildung kaum Sinn und würde das Gesamtergebnis verzerren.

### Einfach- und Mehrfachwahl
Items können auch dahingehend unterschieden werden, ob der Befragte nur eine einzige Antwortmöglichkeit hat oder mehrere Optionen auswählen kann.

### Ergänzungsoption
Jeweils kann noch eine Ergänzungsoption hinzugefügt werden, die dem Befragten ermöglicht, die Antwortalternativen um eigene, nicht unter den vorhandenen Alternativen verfügbare Antworten zu erweitern.
Beispiel einer Mehrfachwahl mit Ergänzungsoption:
- Welche Waschmittel haben Sie im letzten Jahr verwendet (Mehrfachwahl möglich)?
 A | B | C | Anderes, und zwar: ____

## Auswertung
Die Möglichkeiten der Auswertung sind abhängig von der Art der gewählten Antwortformate. Zahlenmäßig fassbare Antworten, etwa auf einer Likert-Skala gemessene Einstellungen, können statistisch ausgewertet werden, während offene Antwortformate in der Regel eine qualitative Analyse erfordern. Bereits wenn der Fragebogen entwickelt wird, sollten die später gewünschten Auswertungen mit ihren speziellen Voraussetzungen berücksichtigt werden (siehe Psychometrie, Skalierung und Skalenniveau).

## Gütekriterien
Es existieren verschiedene Kriterien zur Beurteilung der Güte eines Fragebogens. Die wichtigsten Kriterien sind die empirische Gültigkeit (Validität), die formale Zuverlässigkeit (Reliabilität) und – bei Fragebogen mit Normierung – die Repräsentativität für die Gesamtbevölkerung. Weitere Gesichtspunkte sind die Akzeptanz durch die Befragten („Adressatengerechtigkeit“: Verständlichkeit, Zumutbarkeit, Transparenz), die Wirtschaftlichkeit (Durchführungszeit, Handhabbarkeit, Auswertbarkeit, Kosten) und andere allgemeine Gütekriterien psychodiagnostischer Verfahren.

## Anwendungsbereiche und Beispiele
Bei der Mehrzahl der in der Sozialforschung und in der Psychologischen Diagnostik sowie der Differentiellen Psychologie und Persönlichkeitspsychologie verwendeten Fragebogen handelt es sich um testmethodisch entwickelte und empirisch überprüfte Methoden. Inhaltlich zu unterscheiden sind u. a.: Fragebogen für soziale und politische Einstellungen, Interessen, religiöse Orientierung und andere Wertvorstellungen, Persönlichkeitseigenschaften, Selbstberichte über Emotionen und Stimmungen, körperliche und psychische Beschwerden und andere durch Urteilstests erfassbare Merkmale. Weitere Anwendungsgebiete sind die Marktforschung (Befragungen zur Kundenzufriedenheit), Meinungsforschung, für Mitarbeiterbefragungen oder die Evaluation von Lehrveranstaltungen.

## Probleme
Vorgegebene Antwortmöglichkeiten werden nicht selten als schematisch oder missverständlich kritisiert. So werden Angaben über die relative Häufigkeit von Sachverhalten (häufig, manchmal, selten, nie) oder deren Intensität (sehr stark, stark, schwach, sehr schwach) sehr unterschiedlich verstanden, wie empirische Untersuchungen ergaben. Bei einer ungeraden Anzahl von Stufen kann die mittlere Position fälschlich als „normaler“ Wert verstanden werden. Deshalb wird eine mittlere Kategorie häufig bewusst weggelassen. Andererseits ist zu erwarten, dass einige Personen den Fragebogen gerade deswegen kritisieren.
Die Antworten in den Fragebogen repräsentieren – sofern es nicht allein um sozioökonomische Daten und andere Fakten geht – hauptsächlich Selbstberichte und Selbstbeurteilungen. Insbesondere wenn es um Moral und Wertvorstellungen geht, weichen reales Verhalten der Befragten und die Angaben auf dem Fragebogen oft voneinander ab. Inwieweit das tatsächliche Verhalten mit diesen Aussagen übereinstimmt, kann nur durch psychologisch qualifizierte Auswerter aufgrund zusätzlicher Informationen eingeschätzt werden. Mit diesem Problem von Einstellung und Verhalten hat sich die Sozialpsychologie ausführlich befasst. Methodenbewusste Wissenschaftler werden sich bemühen, nach Möglichkeit zusätzliche Informationen zu gewinnen, um die aus Fragebogen stammenden Informationen abzusichern (siehe multimodale Diagnostik).
Methodisch lassen sich mehrere Fehlerquellen unterscheiden, die jedoch – wie die Fehler bei der Datenübertragung und Datenauswertung – auch bei anderen Untersuchungsmethoden auftreten können: missverständliche Fragen, die zu unsicheren Antworten führen; Auslassen einzelner Antworten, weil die Fragen als unklar oder zudringlich erlebt werden; bestimmte Antworttendenzen (Antwortverzerrungen), absichtliche Verfälschung und unabsichtliche Verzerrungen. Solche Methodenprobleme wurden vor allem bei den Skalen zur Messung sozialer Einstellungen und bei den Persönlichkeitsfragebogen untersucht und kritisch diskutiert.